# Manfred-und-Wolfgang-Flad-Preis
Der Manfred-und-Wolfgang-Flad-Preis wird von der Fachgruppe Chemieunterricht der Gesellschaft Deutscher Chemiker seit 1987 an Personen verliehen, die herausragende Arbeiten zu chemischen Experimenten geleistet haben, seien es Experimentalvorträge, experimentelle Erschließung oder Neuentwicklung eines Experiments. Der Preis ist mit 4.000 Euro dotiert und wird gestiftet vom Institut Dr. Flad. Der Preis ist benannt nach Manfred Flad und Wolfgang Flad und wurde erstmals 1987 verliehen. Bis 2001 wurde er jährlich verliehen, seitdem alle zwei Jahre. Der Preis wird anlässlich der Jahrestagung der Fachgruppe Chemieunterricht verliehen.
Die drei Kategorien für herausragende Arbeiten auf dem Gebiet des chemischen Experimentierens, die bei der Preisverleihung berücksichtigt werden, sind laut der Fachgruppe Chemieunterricht:
- besonders gelungene Experimentalvorträge auf den Jahrestagungen der Fachgruppe Chemieunterricht;
- die experimentelle Erschließung eines wissenschaftlichen Fachgebietes für Ausbildung, Lehre und Unterricht;
- Entwicklung eines neuen Experiments für den Chemieunterricht.[1]

## Preistragende
- 1987 Bodo Bohn, Berlin
- 1988 Erwin Wiederholt, Professor, Wuppertal
- 1989 Helmut Wenck, Professor, Bielefeld
- 1990 Franz Kappenberg, Gymnasiallehrer, Münster
- 1991 Peter Fehrenbach, Freiburg
- 1992 Alfred Schleip, Frankfurt am Main
- 1993 Peter Menzel, Stuttgart-Hohenheim
- 1994 Herbert W. Roesky, Professor, Göttingen
- 1995 Peter Pfeifer, Professor, Erlangen-Nürnberg
- 1996 Ilka Parchmann, Professorin, Oldenburg
- 1997 Günter Baars, Bern / Schweiz
- 1998 Matthias Kremer, Oberstudienrat, Tuttlingen
- 1999 Marco Oetken, Professor, Oldenburg und Matthias Ducci, Professor Oldenburg
- 2000 Arnim Lühken, Frankfurt am Main
- 2001 Katrin Sommer, Professorin, Leipzig
- 2003 Angela Köhler-Krützfeldt, Berlin
- 2005 Viktor Obendrauf, Professor, Gnas / Österreich
- 2007 Tönjes De Vries, Oldenburg
- 2009 Simone Krees, Wuppertal
- 2011 Amitabh Banerji, Professor, Wuppertal
- 2013 Alexander Witt, Schöningen
- 2015 Martin Hasselmann, Gießen
- 2017 Alfred Flint, Professor, Papendorf
- 2018 Dominik Quarthal, Freiburg, Jana Novotny, Freiburg
- 2019 Marc Sören Homeyer, Bad Saarow
- 2020 Richard Kremer, Düsseldorf
- 2021 Dominique Rosenberg
- 2022 Stephan Matussek, Studienrat
- 2024 Klemens Koch, Professor[3]